# 繁昌公主
繁昌公主（?—?），中国西晋武帝司马炎之女。
繁昌公主嫁給功臣衛瓘的第四子衛宣。當時，皇后楊芷的父親楊駿與衛瓘有矛盾，說衛宣嗜酒如命，晉武帝問侍從的黃門侍郎，黃門侍郎也是這麼說。晉武帝於是讓公主和他離婚。后来晉武帝得知衛瓘、卫宣父子被人冤枉。想要讓公主復婚，不過此時卫宣已忧愤而死。史书没有记载之後繁昌公主生卒的信息。

## 传记资料
- 《晉書 衛瓘傳》